# ديفيد كارلسون (ملحن)
ديفيد كارلسون (بالإنجليزية: David Carlson)‏ هو ملحن أمريكي، ولد في 13 مارس 1952.

## وصلات خارجية
- الموقع الرسمي
- ديفيد كارلسون على موقع ديسكوغز (الإنجليزية)